# Telluur-128
Telluur-128 of 128Te is een zeer langlevende radioactieve isotoop van telluur, een metalloïde. Net als telluur-130 komt het in aanzienlijke hoeveelheden voor op Aarde: de abundantie bedraagt 31,74%.
Telluur-128 ontstaat onder meer bij het radioactief verval van jodium-128.

## Radioactief verval
Telluur-128 vervalt door dubbel β−-verval tot de stabiele isotoop xenon-128:
{\displaystyle {\ce {{^{128}_{52}Te}->{^{128}_{53}I}+{e^{-}}+{\bar {\nu }}_{e}}}}
{\displaystyle {\ce {{^{128}_{53}I}->{^{128}_{54}Xe}+{e^{-}}+{\bar {\nu }}_{e}}}}
De halveringstijd bedraagt 2,19 quadriljoen jaar. Daarom wordt deze isotoop vaak als stabiel beschouwd.
105Te · 106Te · 107Te · 108Te · 109Te · 110Te · 111Te · 112Te · 113Te · 114Te · 115Te · 115m1Te · 115m2Te · 116Te · 117Te · 117mTe · 118Te · 119Te · 119mTe · 120Te · 121Te · 121mTe · 122Te · 123Te · 123mTe · 124Te · 125Te · 125mTe · 126Te · 127Te · 127mTe · 128Te · 128mTe · 129Te · 129mTe · 130Te · 130m1Te · 130m2Te · 130m3Te · 131Te · 131mTe · 132Te · 133Te · 133mTe · 134Te · 134mTe · 135Te · 135mTe · 136Te · 137Te · 138Te · 139Te · 140Te · 141Te · 142Te · 143Te